# Liga portuguesa de fútbol sala
La liga portuguesa de fútbol sala, también conocida como Campeonato Nacional de Futsal, es la máxima competición de fútbol sala en Portugal fundada en 1990. Está organizada por la Federación Portuguesa de Fútbol, y participan equipos de todo el país. Es considerada una de las más importantes de Europa y el mundo.
La estructura del campeonato consta de dos divisiones. La máxima categoría es la Primera División (también conocida por motivos de patrocinio como "Liga Sportzone"), en la que participan 14 equipos en un único grupo. Por debajo se encuentra la segunda categoría, con 60 equipos divididos en seis grupos. Por debajo de la segunda categoría, se encuentran los campeonatos por distritos, 22 ligas diferentes organizadas por las respectivas asociaciones.

## Formato
En el campeonato de Primera División participan 14 equipos de todo Portugal. El torneo consta de dos fases. En la primera, se juega una liga regular a ida y vuelta entre todos. Al término de la misma, cada equipo habrá jugado 26 partidos. Los ocho primeros clasificados pasan a la segunda fase por el título, mientras que el resto juega una fase de permanencia, donde descienden los dos últimos. 
En la fase final de la Primera División, se disputa un playoff con eliminatorias al mejor de tres partidos en cuartos y semifinales, y una final al mejor de cinco partidos. El ganador de la fase final se proclama campeón de Liga, y clasifica a la UEFA Futsal Cup.

## Equipos (Temporada 2016/17)
| Equipo                  | Ciudad                |
| ----------------------- | --------------------- |
| Quinta dos Lombos       | Carcavelos            |
| Unidos Pinheirense      | Valbom                |
| CF Os Belenenses        | Lisboa                |
| SL Benfica              | Lisboa                |
| CCRD Burinhosa          | Pataias               |
| Futsal Azeméis          | Oliveira de Azeméis   |
| CR Leões de Porto Salvo | Porto Salvo           |
| AD Fundão               | Fundão                |
| SC Braga/AAUM           | Braga                 |
| AD Modicus Sandim       | Vila Nova de Gaia     |
| CS São João             | São Martinho do Bispo |
| Rio Ave FC              | Vila do Conde         |
| Sporting CP             | Lisboa                |
| Os Vinhais              | Cascaes               |

## Palmarés
| - 1990/91: Sporting CP - 1991/92: Santos Venda Nova - 1992/93: Sporting CP - 1993/94: Sporting CP - 1994/95: Sporting CP - 1995/96: Correio da Manhã - 1996/97: Miramar - 1997/98: Correio da Manhã | - 1998/99: Sporting CP - 1999/00: Miramar - 2000/01: Sporting CP - 2001/02: AR Freixieiro - 2002/03: SL Benfica - 2003/04: Sporting CP - 2004/05: SL Benfica - 2005/06: Sporting CP | - 2006/07: SL Benfica - 2007/08: SL Benfica - 2008/09: SL Benfica - 2009/10: Sporting CP - 2010/11: Sporting CP - 2011/12: SL Benfica - 2012/13: Sporting CP - 2013/14: Sporting CP | - 2014-15: SL Benfica - 2015/16: Sporting CP - 2016/17: Sporting CP - 2017/18: |